# Grivna
Grivna (rusko in ukrajinsko гривна, grivna) je bila od 11. stoletja  denarna in utežna enota v Kijevski Rusiji in drugih vzhodnoslovanskih državah.

## Ime
Beseda grivna je izpeljana iz praslovanskega *grivĭna, ogrlica, ta pa iz praslovanskega *griva,  vrat, tilnik, griva. V stari vzhodni slovanščini je imela obliko grivьna, grivĭna. V sodobnih vzhodnoslovanskih jezikih ima naslednje oblike: rusko гри́вна, grívna, ukrajinsko гри́вня, grívnja in belorusko гри́ўня, gríŭnja. 
Iz starodavne grivne je izpeljano ime sodobne ukrajinske valute ukrajinske grivne. 

## Zgodovina

### Zgodnje obdobje
Etimologija besede kaže, da je prvotno pomenila ogrlico ali ovratni obroč. Razlog, da je dobila pomen masne enote, ni jasen.
Grivne, ki so bile najdene na različnih arheoloških najdiščih, niso ogrlice, ampak palice iz plemenitih kovin, običajno srebra. Masa in oblika grivn nista bili enotni, temveč sta se razlikovali po regijah. Novgorodske in pskovske grivne so bile tanki odlitki z zaobljenimi ali trirobimi robovi, kijevske grivne pa so imele obliko podaljšanega romba. Material je bilo zlato ali srebro, vendar je prevladovalo srebro.  Prvotno je bila masa  grivne približno enaka rimskemu ali bizantinskemu funtu. Masa kijevske grivne je bila okoli 140–165 g. Novgorodska grivna je imela maso 204 g in je postala osnova za denarne sisteme kneževin severovzhodne Rusije in nastajajoče Velike moskovske kneževine.
Ob "grivni srebra" je bila znana tudi "grivna kune". Slednja je prvotno pomenila določeno količino kuninega krzna. Od 12. stoletja je "grivna kune" postala druga enota za maso, vendar manjša od grivne srebra, in je pomenila tudi določeno količino srebrnikov: 2,5-gramskih nogat (iz arabskega arabsko نقد naqd, denar, kovanec) in rezanov (½ dirhama).
1 grivna srebra  (204 g) = 4 grivne kun (51 g) = 80 nogat = 100 kun (kunino krzno) = 200 rezanov = 400–600 vekš (veveričje krzno)

### Pozno obdobje
Ko so v 14. stoletju v severovzhodni Rusiji, najprej v Moskvi, začeli kovati kovance, je valutni sistem srebrnih palic in krzna postal zastarel. Grivna ni več pomenila mase, temveč določeno število srebrnikov, takrat imenovanih denga. Hkrati se je že v 13. stoletju za določeno količino srebra ali število srebrnikov poleg grivne začela uporabljati tudi beseda rubelj. Obračunski rubelj je bil vreden  216 deng, ki so tehtale približno 0,8 grama. Grivna kune je postala preprosto grivna in je bila enaka 14 deng. Tako je bil en rubelj vreden 15 novih grivn in 6 deng.
Masa  denge je bila v Moskvi drugačna kot v Novgorodu. V 15. stoletju je moskovska denga padla na 0,4 grama, medtem ko je novgorodska ostala enaka. Ko so v Moskvi en rubelj prevrednotili na 200 deng, je bil menjalni tečaj med moskovskimi in novgorodskimi dengami postavljen na 2 proti 1. Tako je bil od konca 15. do začetka 16. stoletja obračunski rubelj vreden 100 novgorodskih deng (kasneje znanih kot kopejka) ali do 200 moskovskih deng. V tem sistemu je bila ena grivna enaka 10 kopejk ali 20 deng.
V 18.–20. stoletju je bil v obtoku kovanec grivnik ali grivenka, vreden 10 kopejk.

## Masna enota
Grivna kot valuta v srebrnih palicah ni preživela, ohranila pa se je kot prevladujoča masna enota. V 15.–17. stoletju sta obstajali dve grivni sli grivenki z različnima masama: "manjša grivna" z maso 204,756 g in "večja grivna" z maso 409,512 g. Od sredine 17. stoletja je slednja postala znana kot ruski funt. 40 ruskih funtov ali 80 manjših griven (grivenk) je bilo enako enemu pudu.